# Montreal (Wisconsin)
Montreal és una població dels Estats Units a l'estat de Wisconsin. Segons el cens del 2000 tenia 838 habitants.

## Demografia
Segons el cens del 2000, Montreal tenia 838 habitants, 378 habitatges, i 230 famílies. La densitat de població era de 144,4 habitants per km².
Dels 378 habitatges en un 28,8% hi vivien nens de menys de 18 anys, en un 49,2% hi vivien parelles casades, en un 8,7% dones solteres, i en un 38,9% no eren unitats familiars. En el 34,4% dels habitatges hi vivien persones soles el 16,4% de les quals corresponia a persones de 65 anys o més que vivien soles. El nombre mitjà de persones vivint en cada habitatge era de 2,22 i el nombre mitjà de persones que vivien en cada família era de 2,86.
Per edats la població es repartia de la següent manera: un 24,6% tenia menys de 18 anys, un 6,1% entre 18 i 24, un 27,8% entre 25 i 44, un 23,3% de 45 a 60 i un 18,3% 65 anys o més.
L'edat mediana era de 40 anys. Per cada 100 dones de 18 o més anys hi havia 93,3 homes.
La renda mediana per habitatge era de 29.219 $ i la renda mediana per família de 35.625 $. Els homes tenien una renda mediana de 28.625 $ mentre que les dones 19.375 $. La renda per capita de la població era de 17.097 $. Aproximadament el 5,8% de les famílies i el 7,6% de la població estaven per davall del llindar de pobresa.

## Poblacions més properes
El següent diagrama mostra les poblacions més properes.